# Coupe des clubs champions européens de handball 1971-1972
Navigation
Coupe des clubs champions 1970-1971 Coupe des clubs champions 1972-1973
La Coupe des clubs champions européens 1971-1972 est la 12e édition de la Coupe des clubs champions européens masculin de handball. Organisée par l’IHF, elle met aux prises 22 équipes européennes.
Le vainqueur est le club yougoslave du RK Partizan Bjelovar qui a battu en finale le club ouest-allemand du VfL Gummersbach, le tenant du titre, qui ne remporte ainsi pas son quatrième titre dans la compétition après leurs victoires en 1967, 1970 et 1971.

## Participants
| Deuxième tour | Deuxième tour | Deuxième tour | Deuxième tour | Deuxième tour | Deuxième tour | Deuxième tour | Deuxième tour | Deuxième tour | Deuxième tour | Deuxième tour | Deuxième tour | Deuxième tour | Deuxième tour | Deuxième tour | Deuxième tour | Deuxième tour | Deuxième tour | Deuxième tour | Deuxième tour | Deuxième tour | Deuxième tour | Deuxième tour | Deuxième tour | Deuxième tour | Deuxième tour | Deuxième tour | Deuxième tour | Deuxième tour | Deuxième tour |
| --- | --- | --- | --- | --- | --- | --- | --- | --- | --- | --- | --- | --- | --- | --- | --- | --- | --- | --- | --- | --- | --- | --- | --- | --- | --- | --- | --- | --- | --- |
| - VfL Gummersbach : Tenant du titre - GWD Minden : Vice-champion d'Allemagne de l'Ouest - Salzbourger AK 1914 : Champion d'Autriche - HC Inter Herstal : Champion de Belgique 1971 - Chernomorets Bourgas : Champion de Bulgarie          | - VfL Gummersbach : Tenant du titre - GWD Minden : Vice-champion d'Allemagne de l'Ouest - Salzbourger AK 1914 : Champion d'Autriche - HC Inter Herstal : Champion de Belgique 1971 - Chernomorets Bourgas : Champion de Bulgarie          | - VfL Gummersbach : Tenant du titre - GWD Minden : Vice-champion d'Allemagne de l'Ouest - Salzbourger AK 1914 : Champion d'Autriche - HC Inter Herstal : Champion de Belgique 1971 - Chernomorets Bourgas : Champion de Bulgarie          | - VfL Gummersbach : Tenant du titre - GWD Minden : Vice-champion d'Allemagne de l'Ouest - Salzbourger AK 1914 : Champion d'Autriche - HC Inter Herstal : Champion de Belgique 1971 - Chernomorets Bourgas : Champion de Bulgarie          | - VfL Gummersbach : Tenant du titre - GWD Minden : Vice-champion d'Allemagne de l'Ouest - Salzbourger AK 1914 : Champion d'Autriche - HC Inter Herstal : Champion de Belgique 1971 - Chernomorets Bourgas : Champion de Bulgarie          | - VfL Gummersbach : Tenant du titre - GWD Minden : Vice-champion d'Allemagne de l'Ouest - Salzbourger AK 1914 : Champion d'Autriche - HC Inter Herstal : Champion de Belgique 1971 - Chernomorets Bourgas : Champion de Bulgarie          | - VfL Gummersbach : Tenant du titre - GWD Minden : Vice-champion d'Allemagne de l'Ouest - Salzbourger AK 1914 : Champion d'Autriche - HC Inter Herstal : Champion de Belgique 1971 - Chernomorets Bourgas : Champion de Bulgarie          | - VfL Gummersbach : Tenant du titre - GWD Minden : Vice-champion d'Allemagne de l'Ouest - Salzbourger AK 1914 : Champion d'Autriche - HC Inter Herstal : Champion de Belgique 1971 - Chernomorets Bourgas : Champion de Bulgarie          | - VfL Gummersbach : Tenant du titre - GWD Minden : Vice-champion d'Allemagne de l'Ouest - Salzbourger AK 1914 : Champion d'Autriche - HC Inter Herstal : Champion de Belgique 1971 - Chernomorets Bourgas : Champion de Bulgarie          | - VfL Gummersbach : Tenant du titre - GWD Minden : Vice-champion d'Allemagne de l'Ouest - Salzbourger AK 1914 : Champion d'Autriche - HC Inter Herstal : Champion de Belgique 1971 - Chernomorets Bourgas : Champion de Bulgarie          | - VfL Gummersbach : Tenant du titre - GWD Minden : Vice-champion d'Allemagne de l'Ouest - Salzbourger AK 1914 : Champion d'Autriche - HC Inter Herstal : Champion de Belgique 1971 - Chernomorets Bourgas : Champion de Bulgarie          | - VfL Gummersbach : Tenant du titre - GWD Minden : Vice-champion d'Allemagne de l'Ouest - Salzbourger AK 1914 : Champion d'Autriche - HC Inter Herstal : Champion de Belgique 1971 - Chernomorets Bourgas : Champion de Bulgarie          | - VfL Gummersbach : Tenant du titre - GWD Minden : Vice-champion d'Allemagne de l'Ouest - Salzbourger AK 1914 : Champion d'Autriche - HC Inter Herstal : Champion de Belgique 1971 - Chernomorets Bourgas : Champion de Bulgarie          | - VfL Gummersbach : Tenant du titre - GWD Minden : Vice-champion d'Allemagne de l'Ouest - Salzbourger AK 1914 : Champion d'Autriche - HC Inter Herstal : Champion de Belgique 1971 - Chernomorets Bourgas : Champion de Bulgarie          | - VfL Gummersbach : Tenant du titre - GWD Minden : Vice-champion d'Allemagne de l'Ouest - Salzbourger AK 1914 : Champion d'Autriche - HC Inter Herstal : Champion de Belgique 1971 - Chernomorets Bourgas : Champion de Bulgarie          | - EBK Copenhague : Champion du Danemark - HC Flaminio Genovesi Rome : Champion d'Italie - Sporting Clube de Portugal : Champion du Portugal - HT Tatran Prešov : Champion de Tchécoslovaquie - RK Partizan Bjelovar : Champion de Yougoslavie         | - EBK Copenhague : Champion du Danemark - HC Flaminio Genovesi Rome : Champion d'Italie - Sporting Clube de Portugal : Champion du Portugal - HT Tatran Prešov : Champion de Tchécoslovaquie - RK Partizan Bjelovar : Champion de Yougoslavie         | - EBK Copenhague : Champion du Danemark - HC Flaminio Genovesi Rome : Champion d'Italie - Sporting Clube de Portugal : Champion du Portugal - HT Tatran Prešov : Champion de Tchécoslovaquie - RK Partizan Bjelovar : Champion de Yougoslavie         | - EBK Copenhague : Champion du Danemark - HC Flaminio Genovesi Rome : Champion d'Italie - Sporting Clube de Portugal : Champion du Portugal - HT Tatran Prešov : Champion de Tchécoslovaquie - RK Partizan Bjelovar : Champion de Yougoslavie         | - EBK Copenhague : Champion du Danemark - HC Flaminio Genovesi Rome : Champion d'Italie - Sporting Clube de Portugal : Champion du Portugal - HT Tatran Prešov : Champion de Tchécoslovaquie - RK Partizan Bjelovar : Champion de Yougoslavie         | - EBK Copenhague : Champion du Danemark - HC Flaminio Genovesi Rome : Champion d'Italie - Sporting Clube de Portugal : Champion du Portugal - HT Tatran Prešov : Champion de Tchécoslovaquie - RK Partizan Bjelovar : Champion de Yougoslavie         | - EBK Copenhague : Champion du Danemark - HC Flaminio Genovesi Rome : Champion d'Italie - Sporting Clube de Portugal : Champion du Portugal - HT Tatran Prešov : Champion de Tchécoslovaquie - RK Partizan Bjelovar : Champion de Yougoslavie         | - EBK Copenhague : Champion du Danemark - HC Flaminio Genovesi Rome : Champion d'Italie - Sporting Clube de Portugal : Champion du Portugal - HT Tatran Prešov : Champion de Tchécoslovaquie - RK Partizan Bjelovar : Champion de Yougoslavie         | - EBK Copenhague : Champion du Danemark - HC Flaminio Genovesi Rome : Champion d'Italie - Sporting Clube de Portugal : Champion du Portugal - HT Tatran Prešov : Champion de Tchécoslovaquie - RK Partizan Bjelovar : Champion de Yougoslavie         | - EBK Copenhague : Champion du Danemark - HC Flaminio Genovesi Rome : Champion d'Italie - Sporting Clube de Portugal : Champion du Portugal - HT Tatran Prešov : Champion de Tchécoslovaquie - RK Partizan Bjelovar : Champion de Yougoslavie         | - EBK Copenhague : Champion du Danemark - HC Flaminio Genovesi Rome : Champion d'Italie - Sporting Clube de Portugal : Champion du Portugal - HT Tatran Prešov : Champion de Tchécoslovaquie - RK Partizan Bjelovar : Champion de Yougoslavie         | - EBK Copenhague : Champion du Danemark - HC Flaminio Genovesi Rome : Champion d'Italie - Sporting Clube de Portugal : Champion du Portugal - HT Tatran Prešov : Champion de Tchécoslovaquie - RK Partizan Bjelovar : Champion de Yougoslavie         | - EBK Copenhague : Champion du Danemark - HC Flaminio Genovesi Rome : Champion d'Italie - Sporting Clube de Portugal : Champion du Portugal - HT Tatran Prešov : Champion de Tchécoslovaquie - RK Partizan Bjelovar : Champion de Yougoslavie         | - EBK Copenhague : Champion du Danemark - HC Flaminio Genovesi Rome : Champion d'Italie - Sporting Clube de Portugal : Champion du Portugal - HT Tatran Prešov : Champion de Tchécoslovaquie - RK Partizan Bjelovar : Champion de Yougoslavie         | - EBK Copenhague : Champion du Danemark - HC Flaminio Genovesi Rome : Champion d'Italie - Sporting Clube de Portugal : Champion du Portugal - HT Tatran Prešov : Champion de Tchécoslovaquie - RK Partizan Bjelovar : Champion de Yougoslavie         |
| Premier tour | | | | | | | | | | | | | | | | | | | | | | | | | | | | | |
| - BM Granollers : Champion d'Espagne - UK-51 Helsinki : Champion de Finlande - US Ivry : Champion de France 1971 - FH Hafnarfjörður : Champion d'Islande - Hapoel Petah Tikva : Champion d'Israël - HB Dudelange : Champion du Luxembourg | - BM Granollers : Champion d'Espagne - UK-51 Helsinki : Champion de Finlande - US Ivry : Champion de France 1971 - FH Hafnarfjörður : Champion d'Islande - Hapoel Petah Tikva : Champion d'Israël - HB Dudelange : Champion du Luxembourg | - BM Granollers : Champion d'Espagne - UK-51 Helsinki : Champion de Finlande - US Ivry : Champion de France 1971 - FH Hafnarfjörður : Champion d'Islande - Hapoel Petah Tikva : Champion d'Israël - HB Dudelange : Champion du Luxembourg | - BM Granollers : Champion d'Espagne - UK-51 Helsinki : Champion de Finlande - US Ivry : Champion de France 1971 - FH Hafnarfjörður : Champion d'Islande - Hapoel Petah Tikva : Champion d'Israël - HB Dudelange : Champion du Luxembourg | - BM Granollers : Champion d'Espagne - UK-51 Helsinki : Champion de Finlande - US Ivry : Champion de France 1971 - FH Hafnarfjörður : Champion d'Islande - Hapoel Petah Tikva : Champion d'Israël - HB Dudelange : Champion du Luxembourg | - BM Granollers : Champion d'Espagne - UK-51 Helsinki : Champion de Finlande - US Ivry : Champion de France 1971 - FH Hafnarfjörður : Champion d'Islande - Hapoel Petah Tikva : Champion d'Israël - HB Dudelange : Champion du Luxembourg | - BM Granollers : Champion d'Espagne - UK-51 Helsinki : Champion de Finlande - US Ivry : Champion de France 1971 - FH Hafnarfjörður : Champion d'Islande - Hapoel Petah Tikva : Champion d'Israël - HB Dudelange : Champion du Luxembourg | - BM Granollers : Champion d'Espagne - UK-51 Helsinki : Champion de Finlande - US Ivry : Champion de France 1971 - FH Hafnarfjörður : Champion d'Islande - Hapoel Petah Tikva : Champion d'Israël - HB Dudelange : Champion du Luxembourg | - BM Granollers : Champion d'Espagne - UK-51 Helsinki : Champion de Finlande - US Ivry : Champion de France 1971 - FH Hafnarfjörður : Champion d'Islande - Hapoel Petah Tikva : Champion d'Israël - HB Dudelange : Champion du Luxembourg | - BM Granollers : Champion d'Espagne - UK-51 Helsinki : Champion de Finlande - US Ivry : Champion de France 1971 - FH Hafnarfjörður : Champion d'Islande - Hapoel Petah Tikva : Champion d'Israël - HB Dudelange : Champion du Luxembourg | - BM Granollers : Champion d'Espagne - UK-51 Helsinki : Champion de Finlande - US Ivry : Champion de France 1971 - FH Hafnarfjörður : Champion d'Islande - Hapoel Petah Tikva : Champion d'Israël - HB Dudelange : Champion du Luxembourg | - BM Granollers : Champion d'Espagne - UK-51 Helsinki : Champion de Finlande - US Ivry : Champion de France 1971 - FH Hafnarfjörður : Champion d'Islande - Hapoel Petah Tikva : Champion d'Israël - HB Dudelange : Champion du Luxembourg | - BM Granollers : Champion d'Espagne - UK-51 Helsinki : Champion de Finlande - US Ivry : Champion de France 1971 - FH Hafnarfjörður : Champion d'Islande - Hapoel Petah Tikva : Champion d'Israël - HB Dudelange : Champion du Luxembourg | - BM Granollers : Champion d'Espagne - UK-51 Helsinki : Champion de Finlande - US Ivry : Champion de France 1971 - FH Hafnarfjörður : Champion d'Islande - Hapoel Petah Tikva : Champion d'Israël - HB Dudelange : Champion du Luxembourg | - BM Granollers : Champion d'Espagne - UK-51 Helsinki : Champion de Finlande - US Ivry : Champion de France 1971 - FH Hafnarfjörður : Champion d'Islande - Hapoel Petah Tikva : Champion d'Israël - HB Dudelange : Champion du Luxembourg | - Oppsal IF : Champion de Norvège - HV Sittardia : Champion des Pays-Bas - Grunwald Poznań : Champion de Pologne - IK Hellas Stockholm : Champion de Suède - TSV St. Otmar Saint-Gall : Champion de Suisse - MAI Moscou : Champion d'Union soviétique | - Oppsal IF : Champion de Norvège - HV Sittardia : Champion des Pays-Bas - Grunwald Poznań : Champion de Pologne - IK Hellas Stockholm : Champion de Suède - TSV St. Otmar Saint-Gall : Champion de Suisse - MAI Moscou : Champion d'Union soviétique | - Oppsal IF : Champion de Norvège - HV Sittardia : Champion des Pays-Bas - Grunwald Poznań : Champion de Pologne - IK Hellas Stockholm : Champion de Suède - TSV St. Otmar Saint-Gall : Champion de Suisse - MAI Moscou : Champion d'Union soviétique | - Oppsal IF : Champion de Norvège - HV Sittardia : Champion des Pays-Bas - Grunwald Poznań : Champion de Pologne - IK Hellas Stockholm : Champion de Suède - TSV St. Otmar Saint-Gall : Champion de Suisse - MAI Moscou : Champion d'Union soviétique | - Oppsal IF : Champion de Norvège - HV Sittardia : Champion des Pays-Bas - Grunwald Poznań : Champion de Pologne - IK Hellas Stockholm : Champion de Suède - TSV St. Otmar Saint-Gall : Champion de Suisse - MAI Moscou : Champion d'Union soviétique | - Oppsal IF : Champion de Norvège - HV Sittardia : Champion des Pays-Bas - Grunwald Poznań : Champion de Pologne - IK Hellas Stockholm : Champion de Suède - TSV St. Otmar Saint-Gall : Champion de Suisse - MAI Moscou : Champion d'Union soviétique | - Oppsal IF : Champion de Norvège - HV Sittardia : Champion des Pays-Bas - Grunwald Poznań : Champion de Pologne - IK Hellas Stockholm : Champion de Suède - TSV St. Otmar Saint-Gall : Champion de Suisse - MAI Moscou : Champion d'Union soviétique | - Oppsal IF : Champion de Norvège - HV Sittardia : Champion des Pays-Bas - Grunwald Poznań : Champion de Pologne - IK Hellas Stockholm : Champion de Suède - TSV St. Otmar Saint-Gall : Champion de Suisse - MAI Moscou : Champion d'Union soviétique | - Oppsal IF : Champion de Norvège - HV Sittardia : Champion des Pays-Bas - Grunwald Poznań : Champion de Pologne - IK Hellas Stockholm : Champion de Suède - TSV St. Otmar Saint-Gall : Champion de Suisse - MAI Moscou : Champion d'Union soviétique | - Oppsal IF : Champion de Norvège - HV Sittardia : Champion des Pays-Bas - Grunwald Poznań : Champion de Pologne - IK Hellas Stockholm : Champion de Suède - TSV St. Otmar Saint-Gall : Champion de Suisse - MAI Moscou : Champion d'Union soviétique | - Oppsal IF : Champion de Norvège - HV Sittardia : Champion des Pays-Bas - Grunwald Poznań : Champion de Pologne - IK Hellas Stockholm : Champion de Suède - TSV St. Otmar Saint-Gall : Champion de Suisse - MAI Moscou : Champion d'Union soviétique | - Oppsal IF : Champion de Norvège - HV Sittardia : Champion des Pays-Bas - Grunwald Poznań : Champion de Pologne - IK Hellas Stockholm : Champion de Suède - TSV St. Otmar Saint-Gall : Champion de Suisse - MAI Moscou : Champion d'Union soviétique | - Oppsal IF : Champion de Norvège - HV Sittardia : Champion des Pays-Bas - Grunwald Poznań : Champion de Pologne - IK Hellas Stockholm : Champion de Suède - TSV St. Otmar Saint-Gall : Champion de Suisse - MAI Moscou : Champion d'Union soviétique | - Oppsal IF : Champion de Norvège - HV Sittardia : Champion des Pays-Bas - Grunwald Poznań : Champion de Pologne - IK Hellas Stockholm : Champion de Suède - TSV St. Otmar Saint-Gall : Champion de Suisse - MAI Moscou : Champion d'Union soviétique | - Oppsal IF : Champion de Norvège - HV Sittardia : Champion des Pays-Bas - Grunwald Poznań : Champion de Pologne - IK Hellas Stockholm : Champion de Suède - TSV St. Otmar Saint-Gall : Champion de Suisse - MAI Moscou : Champion d'Union soviétique |

À noter les forfaits de l'Elektromos Budapest (champion de Hongrie), du SC Dynamo Berlin (champion d'Allemagne de l'Est et du Steaua Bucarest (champion de Roumanie) en vue des Jeux olympiques de 1972 disputé à Berlin. Ces trois clubs étant par ailleurs directement qualifiés pour le deuxième tour, ces forfaits ont permis à six équipes de se qualifier sans passer par le tour préliminaire : le HC Flaminio Genovesi Rome, l'EBK Copenhague, l'HC Inter Herstal, le Chernomorets Bourgas, le Salzbourger AK 1914 et le HT Tatran Prešov.

## Tour préliminaire
L'US Ivry est éliminé dès le premier tour :
| Équipe              | Aller   | Total   | Retour  | Équipe                   |
| ------------------- | ------- | ------- | ------- | ------------------------ |
| FH Hafnarfjörður    | 18 – 12 | 33 – 26 | 15 – 14 | US Ivry                  |
| UK-51 Helsinki      | 17 – 21 | n.d.    | forfait | Hapoël Petah Tikva       |
| MAI Moscou          | 25 – 16 | 42 – 37 | 17 – 21 | Grunwald Poznań          |
| IK Hellas Stockholm | 18 – 13 | 27 – 24 | 9 – 11  | TSV St. Otmar Saint-Gall |
| Oppsal IF           | 24 – 10 | 40 – 26 | 16 – 16 | BM Granollers            |
| HB Dudelange        | 10 – 17 | 23 – 38 | 13 – 21 | HV Sittardia             |

## Huitièmes de finale
| Équipe               | Aller   | Total   | Retour  | Équipe                     |
| -------------------- | ------- | ------- | ------- | -------------------------- |
| RK Partizan Bjelovar | 43 – 11 | 73 – 20 | 30 – 9  | HC Flaminio Genovesi Rome  |
| FH Hafnarfjörður     | 13 – 10 | 30 – 21 | 17 – 11 | UK-51 Helsinki             |
| MAI Moscou           | 12 – 11 | 25 – 22 | 13 – 11 | GWD Minden                 |
| Inter HC Herstal     | 15 – 25 | 24 – 54 | 9 – 29  | IK Hellas Stockholm        |
| Oppsal IF            | 25 – 14 | 40 – 30 | 15 – 16 | Chernomorets Bourgas       |
| VfL Gummersbach      | 38 – 6  | 58 – 26 | 20 – 20 | Sporting Clube de Portugal |
| EBK Copenhague       | 27 – 12 | 43 – 26 | 16 – 14 | Salzbourger AK 1914        |
| HV Sittardia         | 9 – 10  | 25 – 34 | 16 – 24 | HT Tatran Prešov           |

## Phase finale
| \| Gummersbach Bjelovar Stockholm Copenhague Prešov Hafnarfjörður Oslo Moscou \| Localisation des équipes en phase finale. |
| Gummersbach Bjelovar Stockholm Copenhague Prešov Hafnarfjörður Oslo Moscou                                                 |

|  | Quarts de finale     | Quarts de finale     | Quarts de finale | Quarts de finale |                      |                      | Demi-finales | Demi-finales | Demi-finales | Demi-finales |  |  | Finale                   | Finale | Finale | Finale |
|  |                      |                      |                  |                  |                      |                      |              |              |              |              |  |  |                          |        |        |        |
|  |                      |                      |                  |                  |                      |                      |              |              |              |              |  |  | 19 avril 1972 - Dortmund |        |        |        |
|  |                      |                      |                  |                  |                      |                      |              |              |              |              |  |  |                          |        |        |        |
|  | RK Partizan Bjelovar | RK Partizan Bjelovar | 27               | 28               |                      |                      |              |              |              |              |  |  |                          |        |        |        |
|  | RK Partizan Bjelovar | RK Partizan Bjelovar | 27               | 28               |                      |                      |              |              |              |              |  |  |                          |        |        |        |
|  | FH Hafnarfjörður     | FH Hafnarfjörður     | 8                | 14               |                      |                      |              |              |              |              |  |  |                          |        |        |        |
|  | FH Hafnarfjörður     | FH Hafnarfjörður     | 8                | 14               | RK Partizan Bjelovar | RK Partizan Bjelovar | 21           | 11           |              |              |  |  |                          |        |        |        |
|  |                      |                      |                  |                  | RK Partizan Bjelovar | RK Partizan Bjelovar | 21           | 11           |              |              |  |  |                          |        |        |        |
|  |                      |                      | MAI Moscou       | MAI Moscou       | 14                   | 17                   |              |              |              |              |  |  |                          |        |        |        |
|  | MAI Moscou           | MAI Moscou           | MAI Moscou       | MAI Moscou       | 14                   | 17                   | 13           | 12           |              |              |  |  |                          |        |        |        |
|  | MAI Moscou           | MAI Moscou           |                  |                  |                      |                      |              | 12           |              |              |  |  |                          |        |        |        |
|  | IK Hellas Stockholm  | IK Hellas Stockholm  | 9                | 9                |                      |                      |              |              |              |              |  |  |                          |        |        |        |
|  | IK Hellas Stockholm  | IK Hellas Stockholm  | 9                | 9                | RK Partizan Bjelovar | RK Partizan Bjelovar | 19           | 19           |              |              |  |  |                          |        |        |        |
|  |                      |                      |                  |                  | RK Partizan Bjelovar | RK Partizan Bjelovar | 19           | 19           |              |              |  |  |                          |        |        |        |
|  |                      |                      | VfL Gummersbach  | VfL Gummersbach  | 14                   | 14                   |              |              |              |              |  |  |                          |        |        |        |
|  | Oppsal IF Oslo       | Oppsal IF Oslo       | VfL Gummersbach  | VfL Gummersbach  | 14                   | 14                   | 18           | 13           |              |              |  |  |                          |        |        |        |
|  | Oppsal IF Oslo       | Oppsal IF Oslo       |                  |                  |                      |                      |              |              |              |              |  |  |                          |        |        |        |
|  | VfL Gummersbach      | VfL Gummersbach      | 13               | 19               |                      |                      |              |              |              |              |  |  |                          |        |        |        |
|  | VfL Gummersbach      | VfL Gummersbach      | 13               | 19               | VfL Gummersbach      | VfL Gummersbach      | 12           | 18           |              |              |  |  |                          |        |        |        |
|  |                      |                      |                  |                  | VfL Gummersbach      | VfL Gummersbach      | 12           | 18           |              |              |  |  |                          |        |        |        |
|  |                      |                      | HT Tatran Prešov | HT Tatran Prešov | 18                   | 19                   |              |              |              |              |  |  |                          |        |        |        |
|  | HT Tatran Prešov     | HT Tatran Prešov     | HT Tatran Prešov | HT Tatran Prešov | 18                   | 19                   | 18           | 24           |              |              |  |  |                          |        |        |        |
|  | HT Tatran Prešov     | HT Tatran Prešov     |                  |                  |                      |                      |              | 24           |              |              |  |  |                          |        |        |        |
|  | EBK Copenhague       | EBK Copenhague       | 14               | 13               |                      |                      |              |              |              |              |  |  |                          |        |        |        |
|  | EBK Copenhague       | EBK Copenhague       | 14               | 13               |                      |                      |              |              |              |              |  |  |                          |        |        |        |
|  |                      |                      |                  |                  |                      |                      |              |              |              |              |  |  |                          |        |        |        |

### Quarts de finale
| Équipe               | Aller   | Total   | Retour  | Équipe              |
| -------------------- | ------- | ------- | ------- | ------------------- |
| RK Partizan Bjelovar | 27 – 8  | 55 – 22 | 28 – 14 | FH Hafnarfjörður    |
| MAI Moscou           | 13 – 9  | 25 – 18 | 12 – 9  | IK Hellas Stockholm |
| Oppsal IF Oslo       | 18 – 13 | 31 – 32 | 13 – 19 | VfL Gummersbach     |
| HT Tatran Prešov     | 18 – 14 | 42 – 27 | 24 – 13 | EBK Copenhague      |

### Demi-finales
| Équipe               | Aller   | Total   | Retour  | Équipe           |
| -------------------- | ------- | ------- | ------- | ---------------- |
| RK Partizan Bjelovar | 21 – 14 | 32 – 31 | 11 – 17 | MAI Moscou       |
| VfL Gummersbach      | 12 – 5  | 30 – 24 | 18 – 19 | HT Tatran Prešov |

### Finale
La finale est disputée sur une seule rencontre, le mardi 19 avril 1972, à Dortmund en République fédérale d'Allemagne. Malgré les 13 000 personnes venues encourager Gummersbach et un score de parité 9-9 à la mi-temps, ce sont les Yougoslaves qui s'imposent 19-14 aux dépens des Ouest-allemands, :
| Équipe 1             | Résultat | Équipe 2        |
| -------------------- | -------- | --------------- |
| RK Partizan Bjelovar | 19 – 14  | VfL Gummersbach |

- Partizan Bjelovar : Boris Bradić, (Željko Nimš); Miroslav Pribanić (en) 5 (3p), Nedjeljko Prodanić, Albin Vidović 3, Marijan Jakšeković 2, Željko Jandroković 2, Hrvoje Horvat 4 (1p), Nikola Hasan, Ivan Đuranec, Josip Pećina, Vladimir Smiljanić 3. Entraîneur : Željko Seleš (hr).
- VfL Gummersbach : Klaus Kater ; Uter 2, Zay, Leiste, Jochen Feldhoff, Keller 1, Heiner Brand 3, Klaus Westebbe, Hansi Schmidt 5, Klaus Schlagheck 3, Braunschweig. Entraîneur : Đorđe Vučinić.

## Le champion d'Europe
| Champion d'Europe - Coupe des clubs champions 1971-1972 RK Partizan Bjelovar 1er titre |